# Unternehmen Schlußstein

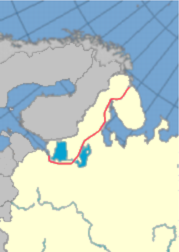
Verlauf der Eisenbahnlinie Murmanbahn

Das Unternehmen Schlußstein war eine nur in den Anfängen zur Ausführung gelangte deutsche Operation gegen Ende des Ersten Weltkriegs im Ostseeraum und in Karelien mit dem Ziel, die Murmanbahn zu besetzen.

## Vorgeschichte
Nach dem Sieg der Bolschewiki in der Oktoberrevolution Ende 1917 veranlasste die instabile russische Lage durch den Bürgerkrieg die deutsche Oberste Heeresleitung, expansiv im Osten vorzugehen. Der Friedensvertrag von Brest-Litowsk im Frühjahr 1918 schien zwar den Krieg im Osten zu beenden, dennoch kehrte aufgrund der Bürgerkriegssituation keine Ruhe ein. Den nichtrussischen Völkern war von Lenin die Souveränität zugestanden worden, aber es kam in diesen Gebieten, insbesondere in Finnland und der Ukraine zu Kämpfen, wobei seitens der Bolschewiki versucht wurde, die Revolution zu exportieren und dort sozialistische Regimes zu etablieren.
Deutschland nutzte diesen Umstand, der einen Bruch des Brest-Litowsker-Friedensvertrags darstellte, als Vorwand zur weiteren Eroberung tatkräftig aus. Dabei lassen sich aber politische Expansionsabsichten und tatsächlich vorhandene Sicherheitsbedenken der Militärs bezüglich einer militärischen Intervention seitens der Entente und die Etablierung deutschfreundlicher, berechenbarer Regierungen statt eines entfesselten Revolutionsfuror in den betroffenen Gebieten nicht klar voneinander scheiden. Die politischen Ziele waren deutscherseits sehr heterogen – jedoch standen die militärischen Gründe im Vordergrund. In diesem Zusammenhang kam es im März zur Besetzung der Ålandinseln und im April 1918 zum Eingreifen in den Finnischen Bürgerkrieg, die sogenannte Finnland-Intervention. Über das weitere Vorgehen war man sich auf deutscher Seite im Unklaren und es wurden mehrere Szenarien zwischen Oberster Heeresleitung und Auswärtigem Amt diskutiert.
Zeitgleich mit der deutschen Expansion in die nördliche Ostsee landeten britische und französische Truppen in Murmansk, um ihre dort lagernden Nachschubgüter für die russische Armee vor Plünderungen bzw. Eroberung durch die Rote Armee zu schützen, gegebenenfalls über die Murmanbahn vorzurücken und auf Seiten der Weißen Armee in die Kämpfe gegen Bolschewiki und deutsche Truppen einzugreifen.

## Deutsche Überlegungen
Im Sommer 1918 schien der Sieg der Bolschewiki nach mehreren heftigen Rückschlägen insgesamt fraglich. Der deutsche Militärattaché in Moskau Wilhelm Schubert empfahl, sich mit den antibolschewistischen Kräften zu verbinden. Dagegen opponierte der Staatssekretär des Auswärtigen Amtes, Konteradmiral a. D. Paul von Hintze, heftig und propagierte ein gemeinsames Vorgehen mit den Sowjets. So ist auf deutscher Seite ein sehr uneinheitliches Bild sich widerstrebender Interessen bezüglich des künftigen Vorgehens festzustellen.

## Sowjetische Vorstellungen
Angesichts weiterer bevorstehender Alliierter Landungen befürwortete die bolschewistische Seite ein gemeinsames Vorgehen gegen die Murmanbahn, weiße Verbände in der Ukraine (insbesondere die Donkosaken) und gegen General Alexejew. Letzteres wurde deutscherseits wiederum abgelehnt.

## Deutsche Planungen
Voraussetzung für das Vorgehen gegen die Murmanbahn war die Zustimmung seitens der Bolschewiki zur Besetzung Kronstadts und Petrograds, was letztlich akzeptiert wurde. Deutscherseits wollte man sich damit einerseits eine logistische Ausgangsbasis aufgrund des dort gut ausgebauten Eisenbahnnetzes sichern, zugleich aber die Kontrolle über die Baltische Flotte und das Machtzentrum Russlands erlangen.
Zum Befehlshaber der deutschen Kräfte wurde Vizeadmiral Friedrich Boedicker ernannt, der umgehend das Räumen der Zufahrtswege von Minen zum Finnischen Meerbusen veranlasste.
Eingesetzt werden sollten seitens der Kaiserlichen Marine folgende Verbände und Einheiten, welche auch als Sonderverband Boedicker bezeichnet wurden:
- Linienschiffe: Ostfriesland, Thüringen, Nassau
- IV. Aufklärungsgruppe mit den Kleinen Kreuzern: Regensburg, Frankfurt, Stralsund, Straßburg
- Kleiner Kreuzer Kolberg
- Aviso/Tender Blitz
- V. Torpedobootsflottille mit den Großen Torpedobooten V 1, V 2, V 3, V 5, V 6, G 7, G 8, G 10, G 11, S 23
- Flugzeugmutterschiff Answald

## Verlauf
Ab dem 12. August 1918 wurde mit dem Minenräumen im Finnischen Meerbusen begonnen. Die Linienschiffe verblieben derweil in Kiel in Bereitschaft. Der Stab des I. Geschwaders, zu dem die Linienschiffe gehörten, schiffte sich auf dem Kleinen Kreuzer Stralsund am 16. August ein und fuhr nach Libau, wo der Befehlshaber Boedicker einstieg. Über Reval, Helsingfors, Narwa und Hungerburg verlegte das Schiff nach Björkö Sund. Anschließend schob man das Unternehmen aufgrund der unklaren Lage an der Ostfront vorerst auf. Am 9. September verlegte SMS Stralsund zurück, diesmal nach Wilhelmshaven und schiffte den Stab wieder aus, um umgehend wieder am 16. September in Björkö einzutreffen. Das Schiff wurde am 27. September durch den alten Küstenpanzer Beowulf abgelöst, der dort als Stationär verblieb.
Am 27. September wurde das Unternehmen wegen der allgemeinen militärischen und politischen Lage aufgegeben. Ursächlich die Lage auf dem Balkan und der Zusammenbruch der Mazedonien-Front führten zum Einstellen aller offensiver Operationen im Ostseeraum und der Ostfront.